# Fates Warning

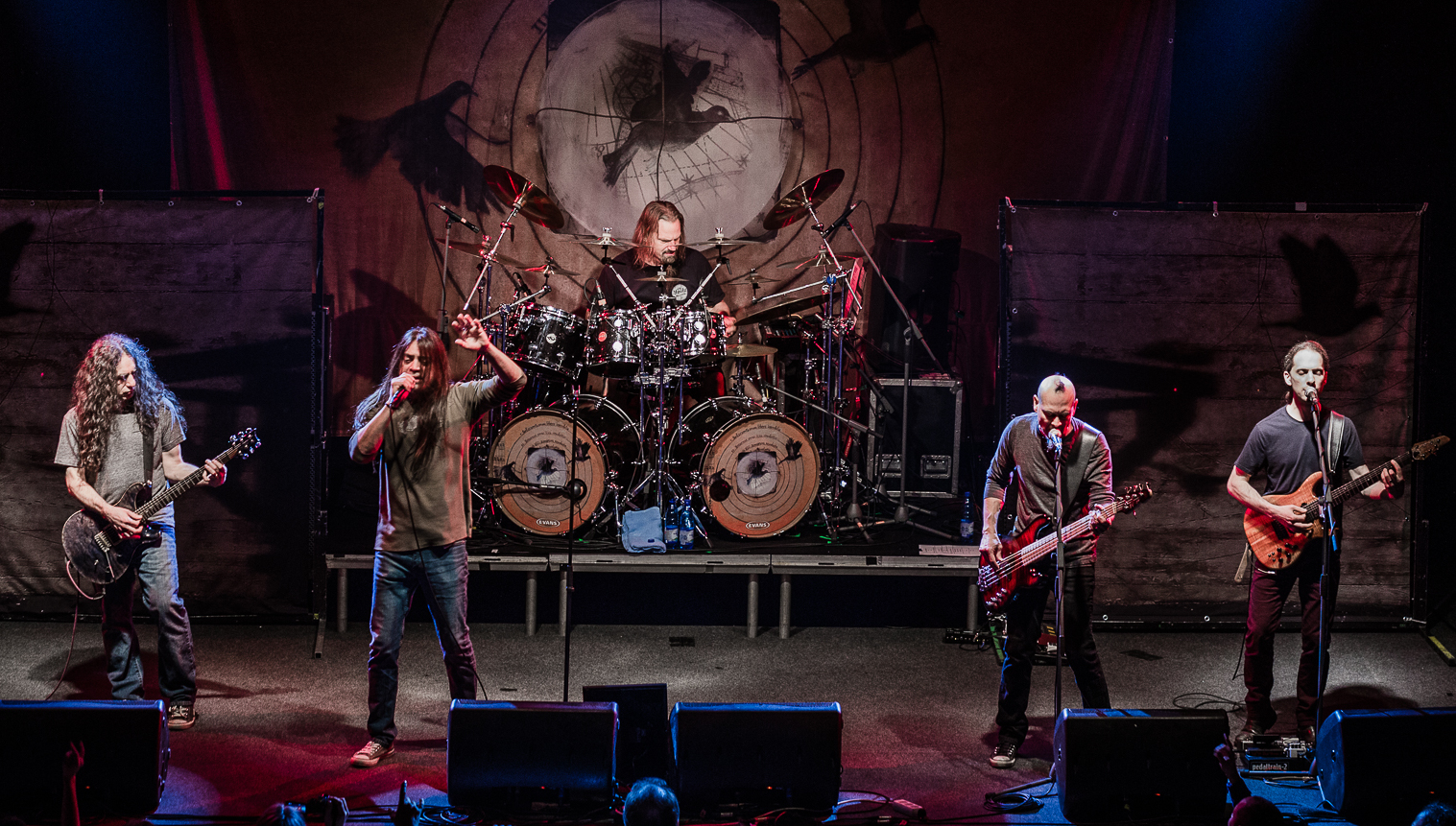
Fates Warning w Bratysławie (2017)

Fates Warning – amerykańska grupa muzyczna wykonująca metal progresywny. Powstała w 1982 roku w Hartford w stanie Connecticut pod nazwą Misfit. W skład zespołu weszli: wokalista John Arch, gitarzyści Jim Matheos i Victor Arduini, basista Joe DiBiase oraz perkusista Steve Zimmerman. W latach późniejszych grupa wielokrotnie zmieniała skład. Od 2010 roku Jim Matheos pozostaje jednym członkiem oryginalnego składu.
Do 2004 roku formacja wydała dziesięć albumów studyjnych pozytywnie ocenianych zarówno przez krytyków muzycznych jak i publiczność. Największą popularnością nagrania Fates Warning cieszyły się w latach 80. XX w. Wydany w 1986 roku trzeci album pt. Awaken The Guardian dotarł do 191. miejsca listy Billboard 200 w USA, była to również pierwsza płyta wydana przez firmę Metal Blade Records, która trafiła do zestawienia. Kolejne dwa albumy formacji No Exit (1988) i Perfect Symmetry (1989) również odniosły sukces. Płyty uplasowały się odpowiednio na 111. i 141. miejscu Billboard 200.

## Historia

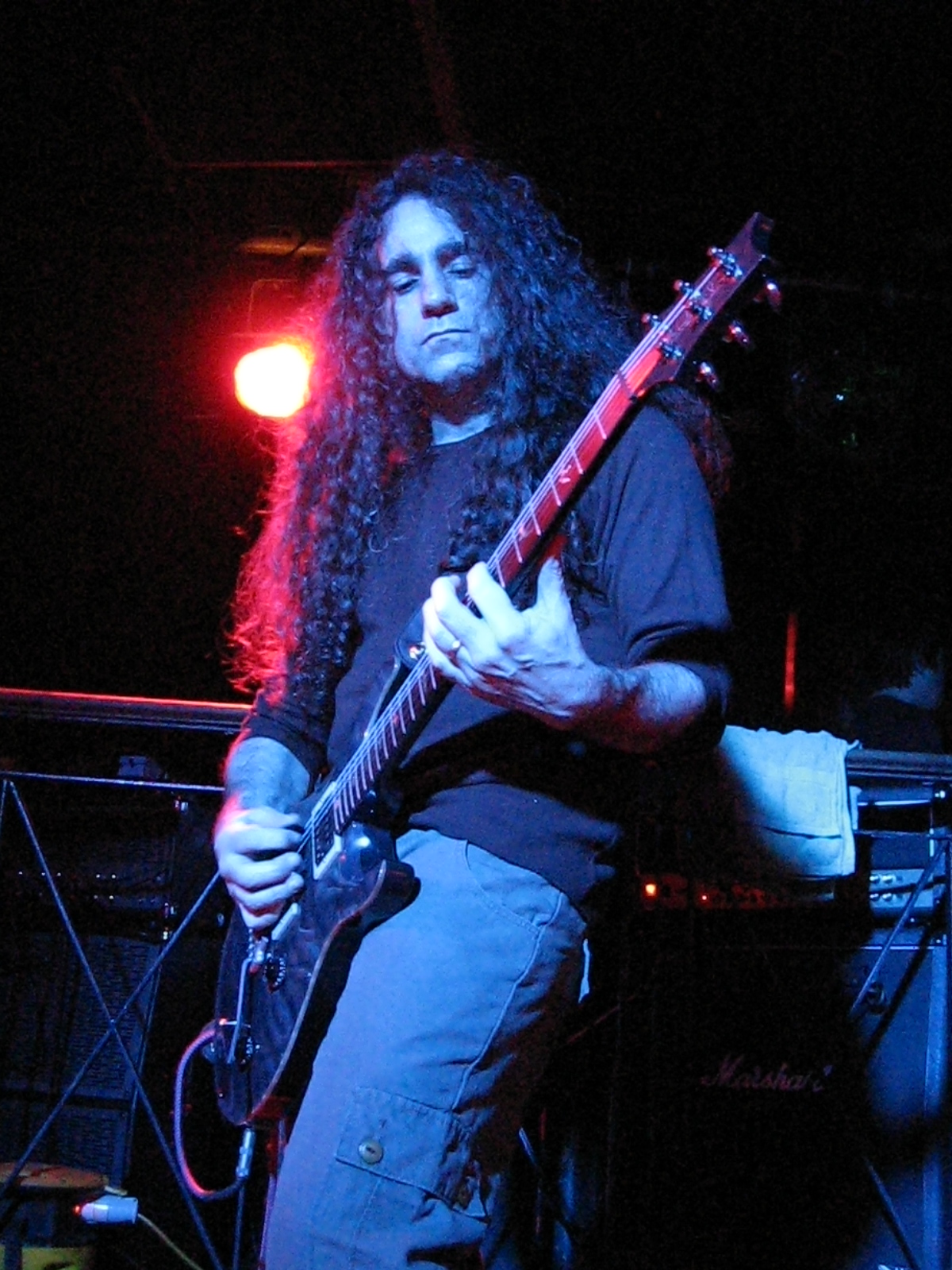
Jim Matheos podczas koncertu 21 listopada 2007 roku

Powstała w 1982 roku w Hartford w stanie Connecticut pod nazwą Misfit. W skład zespołu weszli: wokalista John Arch, gitarzyści Jim Matheos i Victor Arduini, basista Joe DiBiase oraz perkusista Steve Zimmerman. W 1983 roku ukazało się pierwsze demo formacji pt. Rehearsal 1983. Rok później muzycy zarejestrowali drugie demo pt. Misfit. Również w 1984 roku zespół przyjął nazwą Fates Warning. Ukazała się także kolejna kaseta demo - Demo 1984. 
Dorobek młodego zespołu wzbudził zainteresowanie wytwórni muzycznej Metal Blade Records, która wkrótce podpisała z muzykami kontrakt wydawniczy. 9 września, także 1984 roku ukazał się debiutancki album zespołu zatytułowany Night on Bröcken. Na płytę trafiły wczesne kompozycje zespołu inspirowane dokonaniami Iron Maiden. Drugi album studyjny pt. The Spectre Within ukazał się 15 października 1985 roku. Wkrótce po nagraniach fromację opuścił Arduini, którego podczas koncertów zastąpił Frank Aresti znany z występów w grupie Demonax.
10 listopada 1986 roku ukazał się trzeci album studyjny Fates Warning pt. Awaken the Guardian. Cieszące się popularnością wydawnictwo dotarł do 191. miejsca listy Billboard 200 w USA, była to również pierwsza płyta wydana przez firmę Metal Blade Records która trafiła do zestawienia. Pomimo sukcesu Arch niezadowolony z obranego stylu muzycznego opuścił Fates Warning. W następstwie pozostali członkowie wyrazili chęć zmiany nazwy, na co nie wyraziła zgody firma Metal Blade Records. Muzycy kontynuowali działalność Fates Warning wraz z Rayem Alderem, który objął funkcję wokalisty. 
W odnowionym składzie zespół zarejestrował czwarty album zatytułowany No Exit, wydany 30 marca 1988 roku. Na płycie znalazła się m.in. ponad dwudziestominutowa kompozycja "The Ivory Gate of Dreams" autorstwa Matheosa. Nagrania były promowane teledyskami do utworów "Anarchy Divine" i "Silent Cries". Wydawnictwo trafiło także na 111. miejsce zestawienia Billboard 200. Stabilność w zespole zachwiała kolejna zmiana składu. Jeszcze w 1988 roku odszedł Zimmerman, którego zastąpił Mark Zonder związany wcześniej z power metalową grupą Warlord. 

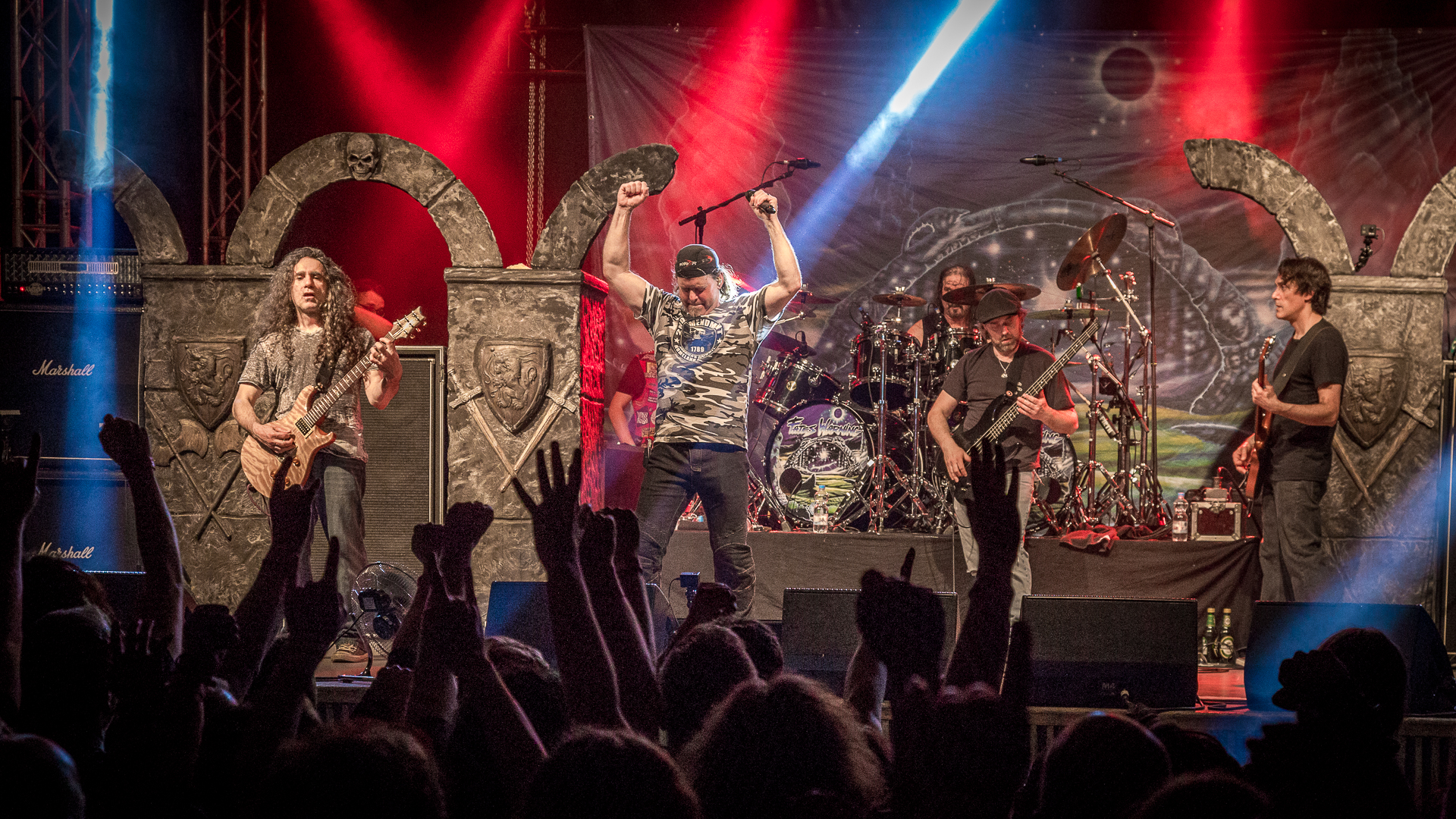
Fates Warning na KIT Festival (2016)

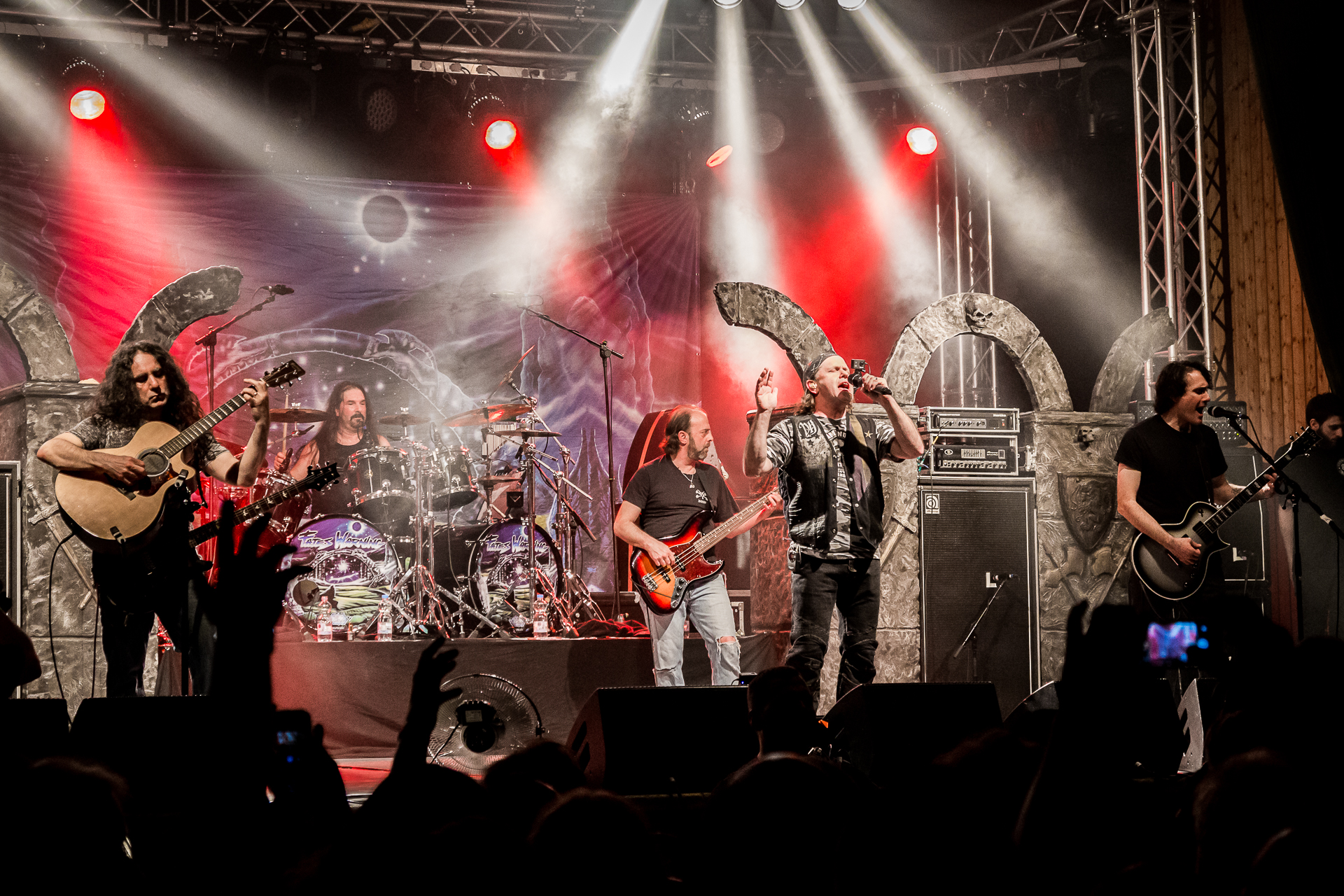
Fates Warning na KIT Festival (2016)

29 sierpnia 1989 roku ukazał się piąty album formacji zatytułowany Perfect Symmetry. Na wyprodukowanej przez Rogera Proberta płycie wystąpił gościnnie Kevin Moore keyboardzista, wówczas występujący w debiutującym pierwszą płytą zespole Dream Theater. Wydawnictwo było promowane kolejnym teledyskiem Fates Warning pt. "Through Different Eyes". Wydawnictwo znalazło się także na 141. miejscu listy Billboard 200 w USA. 29 października 1991 roku został wydany szósty album studyjny grupy pt. Parallels. Wydawnictwo zostało zarejestrowane w kanadyjskich Metalworks Studios w Toronto we współpracy z producentem muzycznym Terrym Brownem. Gościnnie na płycie wystąpił także kolejny członek Dream Theter, wokalista - James LaBrie, który zaśpiewał w utworze "Life in Still Water". 

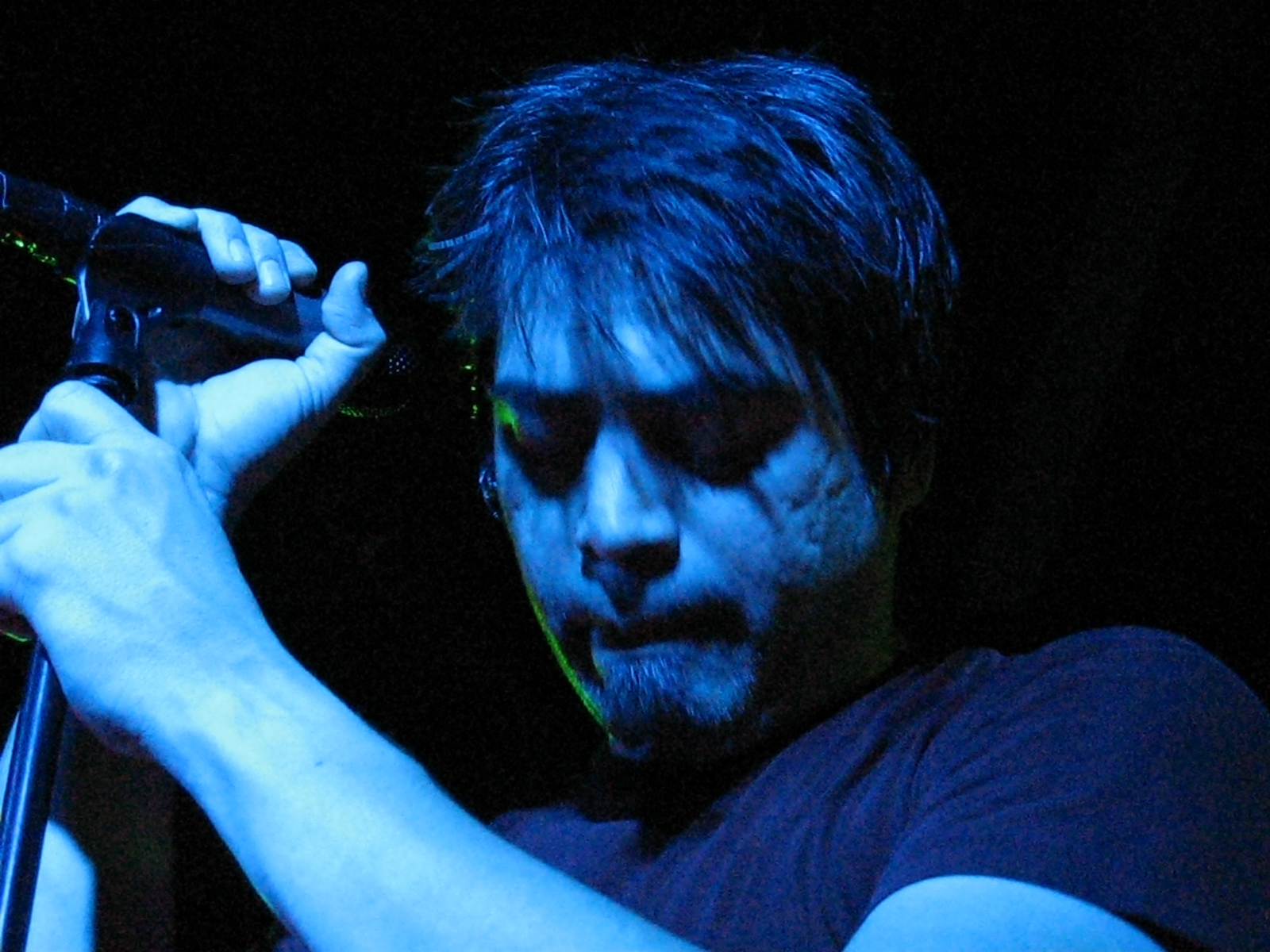
Ray Alder podczas koncertu 21 listopada 2007 roku

Zyskujący na popularności w Europie zespół podpisał następnie kontrakt z niemiecką wytwórnią muzyczną Massacre Records. Efektem był siódmy album studyjny Fates Warning zatytułowany Inside Out, który ukazał się 26 lipca 1994 roku. Nagrania dotarły do 92. miejsca niemieckiej listy sprzedaży. Była to także ostatnia płyta DiBiasem w składzie. 25 lipca 1995 roku ukazała się pierwsza kompilacja nagrań zespołu zatytułowana Chasing Time. W 1997 roku skład uzupełnił basista Joey Vera znany z występów w heavymetalowej grupie Armored Saint. Do Fates Warning na stałe dołączył także keyboardzista Kevin Moore. 
22 kwietnia tego samego roku został wydany ósmy album formacji pt. A Pleasant Shade of Gray. Na płycie znalazła się pięćdziesięciopięciominutowa suita podzielona na dwanaście części. 6 października 1998 roku nakładem Attic Records Limited ukazał się dwupłytowy album koncertowy zatytułowany Still Life. W międzyczasie Ray Alder i Joey Vera zaangażowali się w projekt pod nazwą Engine. Debiutancki album zatytułowany po prostu Engine ukazał się 21 września 1999 roku nakładem Metal Blade Records. Z kolei Jim Matheos nagrał solowy album zatytułowany Away with Words, wydany również we wrześniu 1999 roku. Dziewiąty album zespołu pt. Disconnected ukazał się 25 lipca 2000 roku. Wydawnictwo było promowane podczas trasy koncertowej w Stanach Zjednoczonych wraz z grupami Planet X i Nevermore. 
Z kolei rok później Fates Warning koncertowało wraz z Savatage. W marcu 2002 roku Vera nawiązał współpracę z zespołem Jacka Frosta - Sven Witches. Wraz z grupą odbył trasę koncertową w Europie. W międzyczasie Adler i Zonder wzięli udział w nagraniach debiutanckiego albumu projektu Redemption. Powołanego w 2000 roku przez gitarzystę Nicka van Dyka. Aktywny pozostał także Jim Matheos, który wraz z muzykami Dream Theater i Pain of Salvation założył zespół pod nazwą Office of Strategic Influence. Debiutancki album projektu ukazał się w 2003 roku. Działalność artystyczną wznowił także były wokalista Fates Warning John Arch, który podpisał kontrakt z Metal Blade Records. Solowy album pt. A Twist of Fate (2003) został zarejestrowany we współpracy z Matheosem.

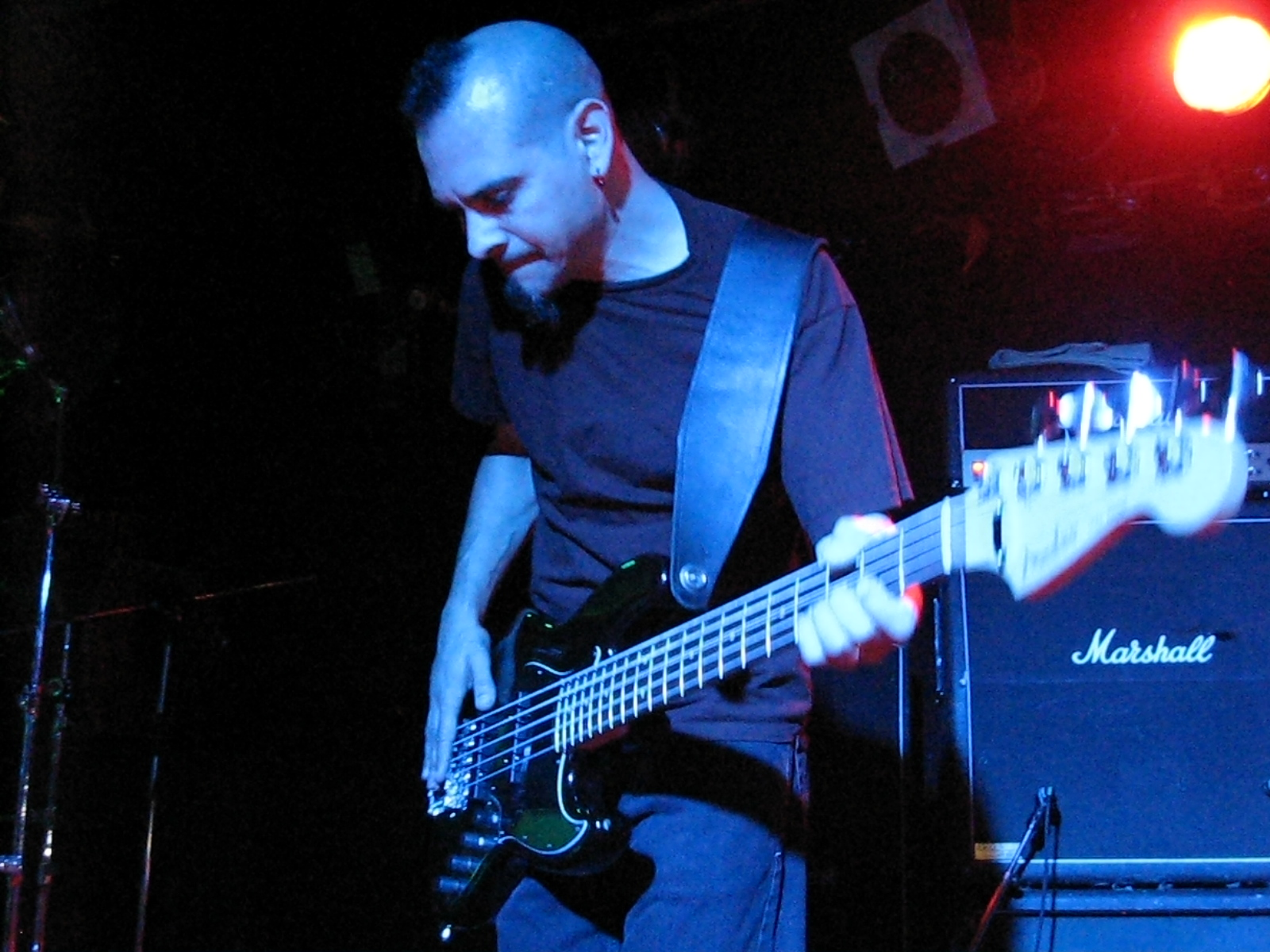
Joey Vera podczas koncertu 21 listopada 2007 roku

Latem 2003 roku zespół Fates Warning wziął udział w amerykańskiej trasie wraz z Dream Theater i Queensrÿche. Tymczasowo podczas koncertów funkcję perkusisty objął Nick D'Virgilio. Natomiast 9 marca, także 2003 roku ukazało się pierwsze wydawnictwo DVD Fates Warning zatytułowane The View From Here. Na początku 2004 roku oryginalny perkusista Fates Warning - Steve Zimmerman wznowił działalność w nowym zespole Millennium X. Z kolei Mark Zonder założył zespół Alfa-Dog. 
5 października 2004 roku został wydany dziesiąty album Fates Warning zatytułowany Fates Warning X. Nagrania zostały zarejestrowane w Carriage House Studios w Stamford. Podczas promocyjnych koncertów w Europie zespół na perkusji wsparł ówczesny członek Dream Theater - Mike Portnoy. Trasę z zespołem dokończył jednak Nick D'Virgilio. W ramach promocji zrealizowany został także teledysk do utworu "Simple Human", który wyreżyserował Jerry Clubb. 
22 listopada 2005 roku ukazało się kolejne wydawnictwo DVD formacji pt. Live In Athens. W 2006 roku Matheos wraz z O.S.I. nagrał drugi album zatytułowany Free. Natomiast rok później Alder wystąpił gościnnie na albumie Eldritch zatytułowanym Blackenday. W 2009 roku Matheos wraz z O.S.I. nagrał kolejny album zatytułowany Blood. W 2011 roku wraz Jim Matheos ponownie nawiązał współpracę z byłym wokalistą Fates Warning Johnem Archem. Efektem był projekt pod nazwą Arch/Matheos.

## Muzycy
| - Ray Alder - wokal prowadzący (od 1987) - Jim Matheos - gitara rytmiczna, gitara prowadząca (od 1982) - Joey Vera - gitara basowa (od 1997) - Bobby Jarzombek - perkusja, instrumenty perkusyjne (od 2007) - Joe DiBiase - gitara basowa (1982-1996, 2010) - Steve Zimmerman - perkusja, instrumenty perkusyjne (1982-1988) - Victor Arduini - gitara rytmiczna, gitara prowadząca (1982-1985) - John Arch - wokal prowadzący (1982-1987) - Chris Cronk - wokal prowadzący (1987) - Mark Zonder - perkusja, instrumenty perkusyjne (1988-2005, 2010) - Kevin Moore - instrumenty klawiszowe (1997-2000) | - Frank Aresti - gitara rytmiczna, gitara prowadząca (1986-1996, od 2005) - Ed Roth - instrumenty klawiszowe (1997) - Jason Keazar - instrumenty klawiszowe (1997-1998) - Bernie Versailles - gitara rytmiczna, gitara prowadząca (1998) - Shaun Michaud - gitara rytmiczna, gitara prowadząca, instrumenty klawiszowe (2000) - Nick D'Virgilio - perkusja, instrumenty perkusyjne (2003-2005) - Mike Portnoy - perkusja, instrumenty perkusyjne (2005) |

## Dyskografia
| 1984                           | Night on Bröcken - Data: 9 września 1984 - Wydawca: Metal Blade Records               | —   | —  | —  | —  | —  |
| 1985                           | The Spectre Within - Data: 15 października 1985 - Wydawca: Metal Blade Records        | —   | —  | —  | —  | —  |
| 1986                           | Awaken the Guardian - Data: 10 listopada 1986 - Wydawca: Metal Blade Records          | 191 | —  | —  | —  | —  |
| 1988                           | No Exit - Data: 30 marca 1988 - Wydawca: Metal Blade Records                          | 111 | —  | —  | —  | —  |
| 1989                           | Perfect Symmetry - Data: 29 sierpnia 1989 - Wydawca: Metal Blade Records              | 141 | —  | —  | —  | —  |
| 1991                           | Parallels - Data: 29 października 1991 - Wydawca: Metal Blade Records                 | —   | —  | —  | —  | —  |
| 1994                           | Inside Out - Data: 26 lipca 1994 - Wydawca: Metal Blade Records                       | —   | 92 | —  | —  | —  |
| 1997                           | A Pleasant Shade of Gray - Data: 22 kwietnia 1997 - Wydawca: Massacre Records         | —   | —  | —  | —  | —  |
| 2000                           | Disconnected - Data: 25 lipca 2000 - Wydawca: Metal Blade Records                     | —   | —  | —  | —  | —  |
| 2004                           | Fates Warning X - Data: 5 października 2004 - Wydawca: Metal Blade Records            | —   | —  | —  | —  | —  |
| 2013                           | Darkness in a Different Light - Data: 1 października 2013 - Wydawca: Inside Out Music | 162 | 41 | 56 | 90 | —  |
| 2016                           | Theories of Flight - Data: 1 lipca 2016 - Wydawca: Inside Out Music                   | —   | 12 | 16 | 70 | 32 |
| "—" pozycja nie była notowana. |                                                                                       |     |    |    |    |    |

| Rok  | Tytuł                                                                            |
| ---- | -------------------------------------------------------------------------------- |
| 1984 | Demo 1984'' - Data: marzec 1984 - Wydawca: brak (wydanie własne)                 |
| 1985 | Dickie - Data: sierpień 1985 - Wydawca: brak (wydanie własne)                    |
| 1989 | Selections from Perfect Symmetry - Data: wrzesień 1989 - Wydawca: Enigma Records |
| 1984 | Demo 1984'' - Data: marzec 1984 - Wydawca: brak (wydanie własne)                 |
| 1985 | Dickie - Data: sierpień 1985 - Wydawca: brak (wydanie własne)                    |
| 1989 | Selections from Perfect Symmetry - Data: wrzesień 1989 - Wydawca: Enigma Records |

| Rok  | Tytuł                                                                                  | Uwagi              |
| ---- | -------------------------------------------------------------------------------------- | ------------------ |
| 1994 | Pale Fire - Data: luty 1994 - Wydawca: Metal Blade Records                             | - singel           |
| 1995 | Chasing Time - Data: 25 lipca 1995 - Wydawca: Metal Blade Records                      | - kompilacja       |
| 1997 | A Pleasant Shade Of Gray: Part II - Data: wrzesień 1997 - Wydawca: Metal Blade Records | - singel           |
| 1998 | Still Life - Data: 6 października 1998 - Wydawca: Attic Records Limited                | - album koncertowy |

## Wideografia

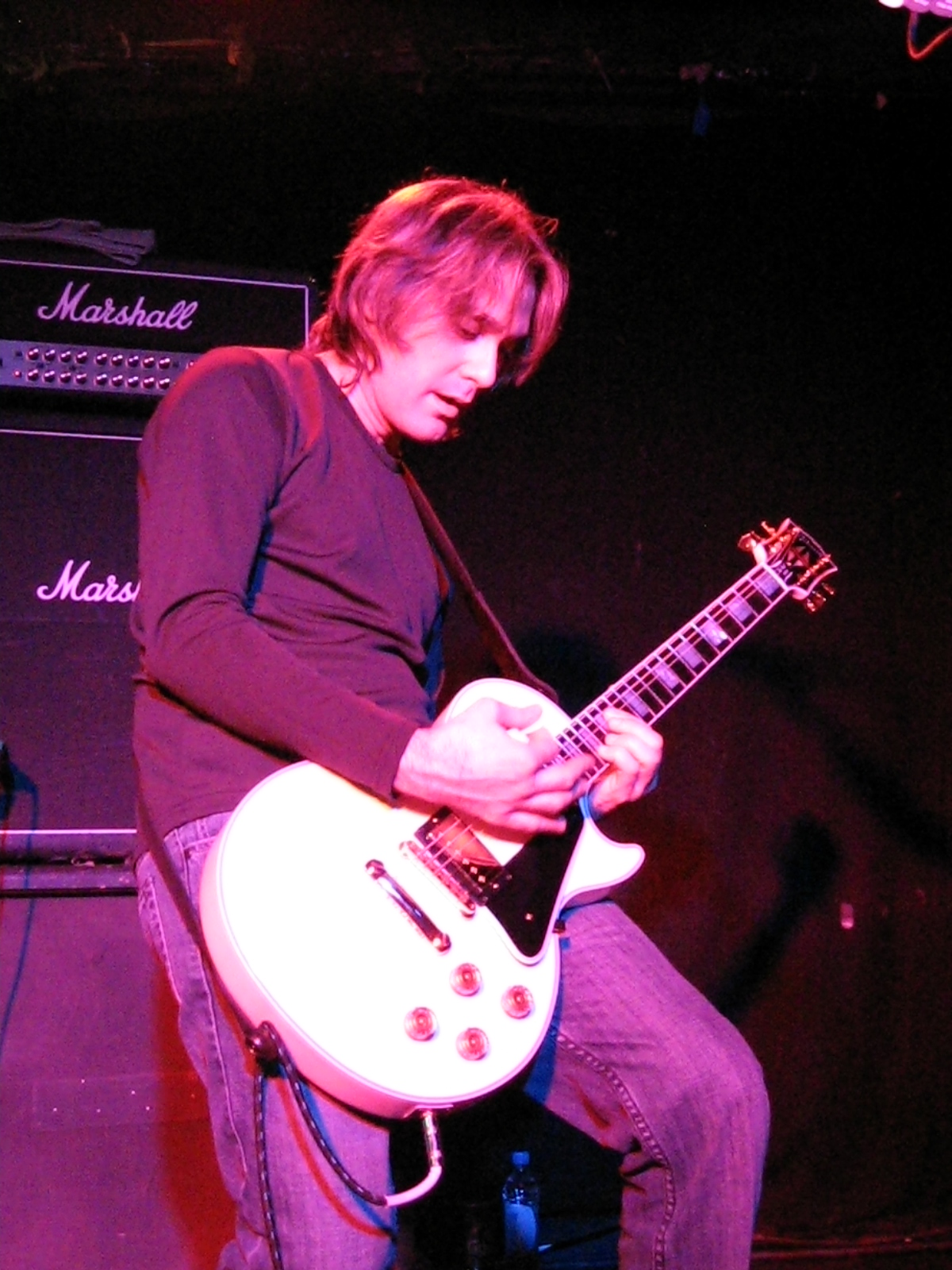
Frank Aresti podczas koncertu 21 listopada 2007 roku

| Rok  | Tytuł                                                                                              |
| ---- | -------------------------------------------------------------------------------------------------- |
| 1998 | A Pleasant Shade Of Gray – Live - Data: 10 marca 1998 - Wydawca: Metal Blade Records - Format: VHS |
| 2000 | Live at the Dynamo - Data: 22 lutego 2000 - Wydawca: brak (wydanie własne) - Format: VHS           |
| 2003 | The View From Here - Data: 9 marca 2003 - Wydawca: Metal Blade Records - Format: DVD               |
| 2005 | Live In Athens - Data: 22 listopada 2005 - Wydawca: InsideOut - Format: DVD                        |

## Teledyski
| Rok  | Tytuł                    | Reżyseria   | Album              |
| ---- | ------------------------ | ----------- | ------------------ |
| 1986 | "Kyrie Eleison"          | —           | The Spectre Within |
| 1988 | "Anarchy Divine"         | —           | No Exit            |
| 1988 | "Silent Cries"           | —           | No Exit            |
| 1989 | "Through Different Eyes" | —           | Perfect Symmetry   |
| 1991 | "Point of View"          | —           | Parallels          |
| 1992 | "Eye to Eye"             | —           | Parallels          |
| 1994 | "Monument"               | —           | Inside Out         |
| 2004 | "Simple Human"           | Jerry Clubb | Fates Warning X    |